# Jaromír Strnad
Jaromír Strnad (* 18. ledna 1965 Ústí nad Labem) je český politik, v letech 2010 až 2022 senátor za obvod č. 40 – Kutná Hora, v letech 2008 až 2012 zastupitel Středočeského kraje, v letech 2010 až 2018 a znovu od roku 2022 starosta města Čáslav, člen SOCDEM.

## Vzdělání, profese a rodina
V roce 1988 absolvoval obor konstrukce a dopravní stavby na Fakultě stavební ČVUT v Praze. V letech 1989–1992 pracoval jako výrobně technický náměstek podniku Prefa s.p., Dolní Bučice. V letech 2001–2011 byl prvním jednatelem fotbalového klubu FK Zenit Čáslav s.r.o, resp. FK Čáslav s.r.o. V letech 1994–1995 byl společníkem ve firmě VOMAT s.r.o. V letech 1993–2009 zastával funkce jednatele a společníka ve stavební firmě TES Čáslav. Od roku 2003 je v představenstvu firmy Vodohospodářská společnost Vrchlice – Maleč, a.s., od roku 2005 je členem dozorčí rady ANIMA ČÁSLAV, o.p.s. Od roku 2003 vlastní živnostenský list. Je rozvedený.

## Politická kariéra
V roce 2000 vstoupil do ČSSD. Od roku 2002 zasedá v zastupitelstvu města Čáslav, kde v letech 2003–2010 působil jako místostarosta. Po komunálních volbách 2010 byl zvolen starostou města. V komunálních volbách v roce 2014 obhájil post zastupitele města, když vedl kandidátku ČSSD. Strana volby ve městě vyhrála (45,44 % hlasů a 11 mandátů) a Jaromír Strnad byl na začátku listopadu 2014 zvolen starostou města pro své druhé funkční období. Také ve volbách v roce 2018 obhájil post zastupitele města, když vedl kandidátku ČSSD. Na začátku listopadu 2018 se však stal novým starostou města Vlastislav Málek. V komunálních volbách v roce 2022 vedl v Čáslavi kandidátku subjektu „ČSSD a Nezávislí“. V říjnu 2022 se stal starostou města.
V roce 2008 byl zvolen zastupitelem Středočeského kraje, kde předsedal Výboru pro dopravu. Funkci krajského zastupitele vykonával do října 2012.
Ve volbách 2010 se stal senátorem Parlamentu ČR, když v obou kolech porazil nestraníka za TOP 09 a hnutí Starostové a nezávislí Zdeňka Nováčka. Ve volbách v roce 2016 svůj mandát za ČSSD v obvodu č. 40 – Kutná Hora obhajoval. Se ziskem 29,64 % hlasů postoupil z prvního místa do druhého kola, v němž porazil poměrem hlasů 54,79 % : 45,20 % kandidáta hnutí STAN Iva Šance. Mandát senátora se mu tak podařilo obhájit.
Ve volbách do Senátu PČR v roce 2022 obhajoval mandát senátora za ČSSD a hnutí ANO v obvodu č. 40 – Kutná Hora. V prvním kole vyhrál s podílem hlasů 31,57 %, a postoupil tak do druhého kola, v němž se utkal s kandidátem KDU-ČSL Bohuslavem Procházkou. Ve druhém kole prohrál poměrem hlasů 49,37 % : 50,62 %, a mandát senátora tak neobhájil.

## Causa městských zakázek
V období před místními volbami v roce 2014 přinesl časopis Týden a TV Barrandov příspěvky tvrdící, že Jaromír Strnad nadále pracuje pro firmu TES Čáslav, svůj podíl v této společnosti prodal v roce 2009 vlastní matce Marii Drašarové a tato pak – poté, co se její syn stal starostou – získala od města Čáslavi prostřednictvím subdodávek 56 zakázek v celkovém objemu 102 mil. Kč.